# دكتور واطسون
جون هـ واطسون، ويعرف أيضًا باسم د. واطسون، هو شخصية خيالية من قصص شرلوك هولمز، التي ألفها أرثر كونان دويل. ظهرت شخصية د. واطسون مع شرلوك هولمز لأول مرة في رواية دراسة في اللون القرمزي (1887)، وكان آخر عمل ظهرت به هذه الشخصية هو مغامرة شوكسوم أولد بليس (1927)، ولكن هذه ليست آخر رواية للسلسلة وإنما قوسه الاخير هي الأخيرة.
واطسون هو أفضل صديق ومساعد ورفيق الديار لشرلوك، كما أنه هو السارد في معظم القصص البوليسية ضمن سلسلة قصص دويل. يتميز واطسون بشخصية نبيلة كلاسيكية من العصر الفيكتوري، على النقيض من رفيقه هولمز ذو الأطوار الغريبة، وإنه -أيضًا- حاد الذكاء، ولكنه ليس بمستوى ذكاء ومهارات هولمز الاستنتاجية.
ظهر د. واطسون في العديد من الأفلام، والمسلسلات، وألعاب الفديو، والأعمال الإذاعية، وفي القصص المصورة، بدور صديق هولمز المقرب.

## استلهام شخصية د. واطسون
في أعمال دويل الأولية، كان رفيق شيرلوك يُدعى أورمند ساكر، قبل أن يتخذ د. واطسون اسمًا لرفيق شيرلوك، الذي ربما استوحاه من رفيقه د. جيمز واطسون. كتب وليم ل. دياندرا أن «واطسون بوصفه شخصية وظيفتها تحفيز ذهن شيرلوك، من وجهة نظر الكاتب. فقد كان دويل ملمًا بأهمية وجود واطسون في إبداء آراء غامضة للمحقق شيرلوك، ووعي ذو حقائق باهتة في القضايا الإجرامية من دون أن يستدل على النتائج بصورة مباشرة حتى الوقت المناسب، أي شخصية تؤدي هذا الدور تدعى واطسون».
يتشابه واطسون مع الشخصية الخيالية الساردة في قصص الكاتب إدغار آلان بو، ولكن سارد هذه القصص مجهول الاسم.

## سيرة واطسون الذاتية
ذكر اسم واطسون لأول مرة في أربع مناسبات فقط. الجزء الأول من قصة شيرلوك هولمز، الدراسة القرمزية، وعنوانه إعادة طبع الذكريات الراحلة لـ د. واطسون في القسم الصحي العسكري. وظهر اسمه في مقدمة رواية قوسه الأخير التي وُقعت من قبل د. واطسون، وفي رواية قضية جسر ثور، أشار واطسون إلى وجود اسمه على جهاز المرسال، إضافة إلى أن زوجة واطسون ماري تشير إليه بالاسم جيمز في رواية الرجل ذو الشفة الملتوية، وقد صرحت الكاتبة دوروثي سايرز أن ماري ربما تستخدم اسمه الثاني هيميش (مستوحى من الاسم الإسكتلندي شيميس)، مع أن دويل لم يصرح بأي شيء من هذه الحالات، ولكن يقول الكاتب ديفيد أن ماري تشير إلى شخص آخر، وربما هو الخادم.
لا توجد في قصص هولمز سنة ولادة واطسون، ويرجّح الكاتبان وليم بارنجولد ولازلي كلينجر إلى أن ولادة واطسون كانت في عام 1852، إضافة إلى أن الكاتبة جيون توماسون أيدَت (هو ومعظم النقاد) أن هذه السنة هي سنة ولادة د. واطسون.حسب الرواية الدراسة في اللون القرمزي، درس واطسون في مستشفى بارثولوما في لندن، وحصل على الشهادة الطبية من جامعة لندن عام 1878، وعمل بعد ذلك مساعد جراح بمستشفى نايتلي في الجيش البريطاني. التحق بالجيش البريطاني في الهند مع فوج نورث امبالا قبل أن يبقى في فوج بيركشاير. شارك في معركة ماوند، وأصيب بطلقة نارية، ما نتج عنه حمى معوية، وأعيد إلى بريطانيا ليستعيد صحته، مع استلام راتب مقداره 11 شيلينج للثمان أشهر. قابل واطسون هولمز في عام 1881 بوساطة صديقه ستامفورد، إذ أراد واطسون شريكًا لتقاسم إيجار الشقة في شارع بايكر. وبعد أن تشاركا الشقة، لاحظ واطسون زيارة بعض الأشخاص المريبين لشيرلوك، إذ قال إنه يعمل محققًا وإن هؤلاء هم زبائنه، شهد واطسون مهارات واستنتاج شيرلوك في قضيتهم الأولى المتعلقة بسلسلة قتل المورمون، عندما حُلت القضية غضب واطسون من عدم إعطاء الصحافة أي اهتمام لهولمز. يرفض هولمز أن ينشر عمله في القضايا، يحاول واطسون أن يفعل كذلك، مع مرور الوقت أصبح واطسون وهولمز أصدقاء مقربين.